# James T. Bates
James Tuttle Bates (29 septembre 1844 - 24 décembre 1914) est un homme d'affaires américain, fondateur du quotidien Tribune de Genève le 1er février 1879. 

## Biographie
Bates est né à Boston, dans le Massachusetts, fils de l'armateur Joseph C. Bates et d'Abigail (née Carleton) Bates (1820–1873). 
Il s'engage à 17 ans dans l'armée de l'Union, atteignant le grade de lieutenant-colonel à 21 ans. 
Après la guerre, Bates devient agent de change à New York. Après avoir fait fortune, il s'installe en 1875 à Genève, en Suisse, ville natale de sa femme. Peu de temps après son déménagement, il acquiert en 1876 le Continental Herald and Swiss Times, qui devient la Tribune de Genève le 1er février 1879. En 1887, il fonde l'Union Bank, qui sera absorbée en 1919 par l'Union Bank of Switzerland (et deviendra plus tard UBS AG ). 

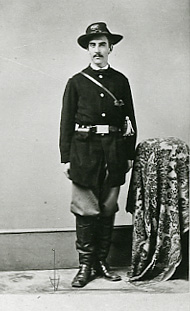
James T. Bates circa 1865

Fondateur et un membre actif de l'Église épiscopalienne de l'Emmanuel, également connue sous le nom d '«Église américaine de Genève». Le 8 décembre 1873, il épouse Amélie Chenevière (1846–1889), la fille du conseiller d'État genevois Arthur Chenevière et de Susanne Firmine Munier. Ils furent parents de six enfants, dont cinq survivront jusqu'à l'âge adulte:
- Marguerite Bates (1874-1964), qui épouse en 1896 René Monod (1872-1965), banquier privé suisse chez Darier & Cie.
- Alice Bates (1876-1949), qui épouse en 1899 Humbert Henri de Cerjat (1867-1900), dont elle a un enfant, Humbert Sigismond de Cerjat (1900-1963). Après le décès de Humbert Henri de Cerjat, elle épouse en 1907 Alfred Adolphe Gautier (1858-1920), membre du Comité International de la Croix-Rouge et juge à la Cour de cassation.
- Maurice-Edmond Bates (1877-1877), qui meurt en bas âge.
- Gertrude Violette Bates (née en 1880), qui épouse en 1903 Paul Wladimir Sarasin (1871-1940), petit-fils du vice-amiral Georges de Bock, aide de camp d'Alexandre II.
- Edmée-Mina Bates (née en 1881), qui a épouse en 1910 le Belge André Gouzée, directeur de la Mortgage Company of Canada.
- Frederick-Norris Bates (1883-1972), directeur de l'Union Bank, épouse Renée Brot (1894-1978) en 1915.

Il épouse en secondes noces Henriette (née Baron), veuve de Léonce Pictet, le 2 mars 1903. Bates décède le 24 décembre 1914: Henriette lui survivra jusqu'en 1943.